# 山川豊
山川 豊（やまかわ ゆたか、本名：木村 春次(きむら はるじ)、1958年10月15日 - ）は、日本の演歌歌手。血液型B型。1981年「函館本線」にて歌手デビュー。
同じく演歌歌手の、鳥羽一郎の実弟である（鳥羽は山川より1年半後の、翌1982年8月に「兄弟船」でデビュー）。

## 経歴
父は漁師、母は海女という漁業一家に生まれた。4人兄弟姉妹の次男で、兄の鳥羽一郎と3歳上の姉と妹が居る。1981年2月のデビュー・シングル「函館本線」がいきなりロング・ヒットを記録。同年度（1980年12月）にデビューしたアイドル歌手・近藤真彦らと音楽新人賞争いを繰り広げ、1981年末の第23回日本レコード大賞・新人賞など数々受賞した。
歌手デビューから5年後の、1986年末に第37回NHK紅白歌合戦（NHK総合・ラジオ第1、#NHK紅白歌合戦出場歴参照）へ、念願の初出場を果たした。それ以降も2005年末の第56回NHK紅白歌合戦まで、過去11回の紅白出場の経験がある。
高校を卒業後、職業訓練学校(ポリテクセンター)を経て、自動車の整備士として、地元・三重県（鈴鹿市）の「鈴鹿サーキット」で勤務していた時期があった。
2022年10月17日、愛知県豊川市をPRするため「豊川豊」に改名し動画や関連イベントなどに登場。2023年4月11日には豊川市制施行80周年PRアンバサダーに就任した。
2024年1月10日、肺がんと診断されたことを公表。検査と治療に専念するため活動を休止する。

## ディスコグラフィ

### シングル
| #  | 発売日          | 曲順 | タイトル                 | 作詞         | 作曲         | 編曲              | レーベル     | 規格品番   |
| -- | --------------- | ---- | ------------------------ | ------------ | ------------ | ----------------- | ------------ | ---------- |
| 1  | 1981年 2月5日   | A面  | 函館本線                 | たきのえいじ | 駒田良昭     | 前田俊明          | 東芝EMI      | TP-17115   |
| 1  | 1981年 2月5日   | B面  | おまえにきめた           | 小金井一正   | 弦哲也       | 竜崎孝路          | 東芝EMI      | TP-17115   |
| 2  | 1982年 3月1日   | A面  | 放浪ごころ               | やしろよう   | 伊藤雪彦     | 竜崎孝路          | 東芝EMI      | TP-17300   |
| 2  | 1982年 3月1日   | B面  | わかれ雨                 | たきのえいじ | たきのえいじ | 京建輔            | 東芝EMI      | TP-17300   |
| 3  | 1982年 9月1日   | A面  | 酒ごころ                 | 水木れいじ   | 浜圭介       | 竜崎孝路          | 東芝EMI      | TP-17385   |
| 3  | 1982年 9月1日   | B面  | 風渡る                   | 水木れいじ   | 浜圭介       | 京建輔            | 東芝EMI      | TP-17385   |
| 4  | 1983年 5月21日  | A面  | 死なず花                 | 川内康範     | 五木ひろし   | 高田弘            | 東芝EMI      | TP-17487   |
| 4  | 1983年 5月21日  | B面  | 恋慕情                   | 川内康範     | 吉永豊       | 吉永豊            | 東芝EMI      | TP-17487   |
| 5  | 1984年 4月21日  | A面  | はぐれ雲                 | やしろよう   | 伊藤雪彦     | 竜崎孝路          | 東芝EMI      | TP-17614   |
| 5  | 1984年 4月21日  | B面  | すべておまえのため       | 中山大三郎   | 中山大三郎   | 竜崎孝路          | 東芝EMI      | TP-17614   |
| 6  | 1984年 11月21日 | A面  | 流氷子守歌               | 池田充男     | 曽根幸明     | 丸山雅仁          | 東芝EMI      | TP-17670   |
| 6  | 1984年 11月21日 | B面  | 愛子                     | 水木れいじ   | 浜圭介       | 高田弘            | 東芝EMI      | TP-17670   |
| 7  | 1986年 2月21日  | A面  | ときめきワルツ           | 川内康範     | 遠藤実       | 只野通泰          | 東芝EMI      | TP-17825   |
| 7  | 1986年 2月21日  | B面  | 愛は死なない             | 川内康範     | 遠藤実       | 只野通泰          | 東芝EMI      | TP-17825   |
| 8  | 1987年 5月1日   | A面  | 愛待草より               | 川内康範     | 遠藤実       | 斉藤恒夫          | 東芝EMI      | TP-17944   |
| 8  | 1987年 5月1日   | B面  | いまならあなたを…        | 川内康範     | 遠藤実       | 只野通泰          | 東芝EMI      | TP-17944   |
| 9  | 1987年 11月5日  | A面  | 港酒場                   | たきのえいじ | 小町昭       | 小町昭            | 東芝EMI      | RT07-2026  |
| 9  | 1987年 11月5日  | B面  | (カラオケ)               | -            | 小町昭       | 小町昭            | 東芝EMI      | RT07-2026  |
| 10 | 1988年 6月25日  | A面  | こころ花                 | 里村龍一     | 聖川湧       | 前田俊明          | 東芝EMI      | RT07-2090  |
| 10 | 1988年 6月25日  | B面  | 北さすらい               | 里村龍一     | 聖川湧       | 前田俊明          | 東芝EMI      | RT07-2090  |
| 11 | 1989年 4月26日  | A面  | 北斗星                   | やしろよう   | 浜圭介       | 馬飼野俊一        | 東芝EMI      | RT07-2342  |
| 11 | 1989年 4月26日  | B面  | 気がかり                 | 里村龍一     | 聖川湧       | 馬飼野俊一        | 東芝EMI      | RT07-2342  |
| 12 | 1990年 4月6日   | 01   | しぐれ川                 | 吉田旺       | 徳久広司     | 馬場良            | 東芝EMI      | TODT-2506  |
| 12 | 1990年 4月6日   | 02   | 三年ぶりだね             | 横山賢一     | 聖川湧       | 前田俊明          | 東芝EMI      | TODT-2506  |
| 13 | 1992年 2月19日  | 01   | 夜桜                     | 吉田旺       | 徳久広司     | 前田俊明          | 東芝EMI      | TODT-2802  |
| 13 | 1992年 2月19日  | 02   | 最後のおんな             | 吉田旺       | 徳久広司     | 前田俊明          | 東芝EMI      | TODT-2802  |
| 14 | 1993年 3月31日  | 01   | きずな                   | 里村龍一     | 弦哲也       | 馬場良            | 東芝EMI      | TODT-2991  |
| 14 | 1993年 3月31日  | 02   | 氷雨海峡                 | 吉田旺       | 徳久広司     | 前田俊明          | 東芝EMI      | TODT-2991  |
| 15 | 1994年 3月23日  | 01   | 途中下車                 | 吉幾三       | 吉幾三       | 野村豊            | 東芝EMI      | TODT-3183  |
| 15 | 1994年 3月23日  | 02   | 男っていうヤツは         | 秋浩二       | 秋浩二       | 野村豊            | 東芝EMI      | TODT-3183  |
| 16 | 1995年 2月17日  | 01   | 面影本線                 | 里村龍一     | 四方章人     | 前田俊明          | 東芝EMI      | TODT-3425  |
| 16 | 1995年 2月17日  | 02   | ぬくもり                 | 高橋直人     | あらい玉英   | 馬場良            | 東芝EMI      | TODT-3425  |
| 17 | 1996年 2月21日  | 01   | 酒は男の子守歌           | 秋浩二       | 伊藤雪彦     | 伊戸のりお        | 東芝EMI      | TODT-3665  |
| 17 | 1996年 2月21日  | 02   | 夢列車                   | 秋浩二       | 伊藤雪彦     | 伊戸のりお        | 東芝EMI      | TODT-3665  |
| 18 | 1997年 3月26日  | 01   | 酒場のろくでなし         | 秋浩二       | 伊藤雪彦     | 伊戸のりお        | 東芝EMI      | TODT-3931  |
| 18 | 1997年 3月26日  | 02   | 流浪岬                   | 下地亜記子   | 乙田修三     | 伊戸のりお        | 東芝EMI      | TODT-3931  |
| 19 | 1998年 2月18日  | 01   | アメリカ橋               | 山口洋子     | 平尾昌晃     | 矢野立美          | 東芝EMI      | TODT-5122  |
| 19 | 1998年 2月18日  | 02   | 北国                     | 山口洋子     | 平尾昌晃     | 矢野立美          | 東芝EMI      | TODT-5122  |
| 20 | 1998年 8月7日   | 01   | 男のららばい             | たきのえいじ | 鈴木淳       | 前田俊明          | 東芝EMI      | TODT-5183  |
| 20 | 1998年 8月7日   | 02   | 金沢慕情                 | 池田充男     | 鈴木淳       | 前田俊明          | 東芝EMI      | TODT-5183  |
| 21 | 2000年 1月13日  | 01   | 雪舞橋                   | 山口洋子     | 平尾昌晃     | 矢野立美          | 東芝EMI      | TODT-6005  |
| 21 | 2000年 1月13日  | 02   | 東京夜景                 | 山口洋子     | 平尾昌晃     | 伊戸のりお        | 東芝EMI      | TODT-6005  |
| 22 | 2000年 9月13日  | 01   | 逢えてよかった           | 山口洋子     | 平尾昌晃     | 矢野立美          | 東芝EMI      | TODT-6060  |
| 22 | 2000年 9月13日  | 02   | 鈴蘭の雨                 | 佐々木いさお | 七戸賢一     | 伊戸のりお        | 東芝EMI      | TODT-6060  |
| 23 | 2001年 5月16日  | 01   | 泣かないで               | たきのえいじ | 浜圭介       | 矢野立美          | 東芝EMI      | TODT-6077  |
| 23 | 2001年 5月16日  | 02   | 放浪路                   | 菅麻貴子     | 幸斉たけし   | 石倉重信          | 東芝EMI      | TODT-6077  |
| 24 | 2002年 1月17日  | 01   | わかれ雪                 | 高橋直人     | あらい玉英   | 佐伯亮            | 東芝EMI      | TODT-6092  |
| 24 | 2002年 1月17日  | 02   | 酒場しぐれ               | 秋浩二       | 伊藤雪彦     | 石倉重信          | 東芝EMI      | TODT-6092  |
| 25 | 2003年 1月1日   | 01   | 港のブルース             | たきのえいじ | 弦哲也       | 前田俊明          | 東芝EMI      | TODT-6098  |
| 25 | 2003年 1月1日   | 02   | おふくろよ               | たきのえいじ | 弦哲也       | 石倉重信          | 東芝EMI      | TODT-6098  |
| 26 | 2004年 7月28日  | 01   | 哀愁の街に霧が降る       | 佐伯孝夫     | 吉田正       | 竜崎孝路          | 東芝EMI      | TOCT-4699  |
| 26 | 2004年 7月28日  | 02   | 夕日の街角               | 岡田冨美子   | 恩田涼平     | 竜崎孝路          | 東芝EMI      | TOCT-4699  |
| 27 | 2005年 2月2日   | 01   | 海峡本線                 | 麻こよみ     | 徳久広司     | 南郷達也          | 東芝EMI      | TOCT-4829  |
| 27 | 2005年 2月2日   | 02   | 夜空の子守歌             | 菅麻貴子     | 杜奏太朗     | 南郷達也          | 東芝EMI      | TOCT-4829  |
| 28 | 2005年 10月13日 | 01   | 友情                     | たかたかし   | 西つよし     | 南郷達也          | 東芝EMI      | TOCT-4924  |
| 28 | 2005年 10月13日 | 02   | 柳川慕情                 | たかたかし   | 西つよし     | 南郷達也          | 東芝EMI      | TOCT-4924  |
| 29 | 2007年 1月31日  | 01   | ニューヨーク物語り       | つんく       | つんく       | 湯浅公一          | 東芝EMI      | TOCT-40086 |
| 29 | 2007年 1月31日  | 02   | ふるさと花火             | つんく       | つんく       | 湯浅公一          | 東芝EMI      | TOCT-40086 |
| 30 | 2009年 6月24日  | 01   | 霧雨のシアトル           | 阿木燿子     | 平尾昌晃     | 矢野立美          | サクラスター | TOCT-40257 |
| 30 | 2009年 6月24日  | 02   | 虹色の心                 | 阿木燿子     | 杜奏太朗     | 山川恵津子        | サクラスター | TOCT-40257 |
| 31 | 2010年 9月8日   | 01   | 我が娘へ                 | 吉幾三       | 吉幾三       | 伊戸のりお        | サクラスター | TOCT-40330 |
| 31 | 2010年 9月8日   | 02   | 喜びの日に               | 水木れいじ   | 吉幾三       | 伊戸のりお        | サクラスター | TOCT-40330 |
| 32 | 2012年 1月11日  | 01   | ナイアガラ・フォールズ   | 阿木燿子     | 堀内孝雄     | 川村栄二          | サクラスター | TOCT-40511 |
| 32 | 2012年 1月11日  | 02   | メープル街道             | 阿木燿子     | 堀内孝雄     | 川村栄二          | サクラスター | TOCT-40511 |
| 33 | 2013年 5月22日  | 01   | 優しい女に会いたい夜は   | 紙中礼子     | 花岡優平     | 矢野立美          | サクラスター | TOCT-40477 |
| 33 | 2013年 5月22日  | 02   | アーバン ボクサー        | グッチ裕三   | グッチ裕三   | 伊戸のりお        | サクラスター | TOCT-40477 |
| 34 | 2015年 3月25日  | 01   | 螢子                     | 高田ひろお   | 弦哲也       | 前田俊明          | ユニバーサル | UPCH-80396 |
| 34 | 2015年 3月25日  | 02   | 神戸の落葉               | 高田ひろお   | 弦哲也       | 前田俊明          | ユニバーサル | UPCH-80396 |
| 35 | 2016年 3月16日  | 01   | 再愛                     | 原文彦       | 叶弦大       | 丸山雅仁          | ユニバーサル | UPCY-5017  |
| 35 | 2016年 3月16日  | 02   | 蜃気楼の町から           | 喜多條忠     | 叶弦大       | 丸山雅仁          | ユニバーサル | UPCY-5017  |
| 36 | 2017年 6月14日  | 01   | 黄昏                     | 原文彦       | 叶弦大       | 丸山雅仁          | ユニバーサル | UPCY-5044  |
| 36 | 2017年 6月14日  | 02   | 潮騒                     | 原文彦       | 叶弦大       | 丸山雅仁 竹内弘一 | ユニバーサル | UPCY-5044  |
| 37 | 2018年 4月18日  | 01   | 今日という日に感謝して   | 麻こよみ     | 徳久広司     | 前田俊明          | ユニバーサル | UPCY-5059  |
| 37 | 2018年 4月18日  | 02   | Love me tonight          | 伊藤薫       | 伊藤薫       | 道譯進太郎        | ユニバーサル | UPCY-5059  |
| 38 | 2020年 6月24日  | 01   | 拳                       | 松井由利夫   | 水森英夫     | 石倉重信          | ユニバーサル | UPCY-5087  |
| 38 | 2020年 6月24日  | 02   | 雨物語〜2020バージョン〜 | 岡田冨美子   | 恩田涼平     | 矢野立美          | ユニバーサル | UPCY-5087  |
| 39 | 2020年 9月30日  | 01   | 男の昭和挽歌             | とやまひさこ | 玉田剛士     | 成田忍            | ユニバーサル | UPCY-5091  |
| 39 | 2020年 9月30日  | 02   | エレジー〜終恋歌〜       | 成瀬友元     | 玉田剛士     | 成田忍            | ユニバーサル | UPCY-5091  |
| 40 | 2023年 7月5日   | 01   | 人生苦労坂               | 原譲二       | 原譲二       | 遠山敦            | 日本クラウン | CRCN-8581  |
| 40 | 2023年 7月5日   | 02   | ふるさとは港町           | かず翼       | やまかわ豊   | 斉藤功            | 日本クラウン | CRCN-8581  |
| 41 | 2024年 10月2日  | 01   | 兄貴                     | 荒木とよひさ | 杉本眞人     | 矢野立美          | 日本クラウン | CRCN-8697  |
| 41 | 2024年 10月2日  | 02   | 別れのしぐれ宿           | かず翼       | やまかわ豊   | 斉藤功            | 日本クラウン | CRCN-8697  |

#### デュエット・シングル
| 発売日         | デュエット | 曲順 | タイトル                 | 作詞       | 作曲     | 編曲     | レーベル     | 規格品番   |
| -------------- | ---------- | ---- | ------------------------ | ---------- | -------- | -------- | ------------ | ---------- |
| 1990年 9月5日  | 桂銀淑     | 01   | ふるさと                 | やしろよう | 浜圭介   | 高田弘   | 東芝EMI      | TODT-2573  |
| 1990年 9月5日  | -          | 02   | 飲もうぜ (歌：山川豊)    | やしろよう | 浜圭介   | 高田弘   | 東芝EMI      | TODT-2573  |
| 1993年 9月22日 | 大石円     | 01   | 愛に溺れて               | 星野哲郎   | 岡千秋   | 前田俊明 | 東芝EMI      | TODT-3096  |
| 1993年 9月22日 | 大石円     | 02   | あやめ愛話               | 星野哲郎   | 岡千秋   | 前田俊明 | 東芝EMI      | TODT-3096  |
| 1999年 6月30日 | 田川寿美   | 01   | 終電 何時?               | 秋元康     | 後藤次利 | 竜崎孝路 | 東芝EMI      | TODT-5321  |
| 1999年 6月30日 | 平尾昌晃   | 02   | アメリカ橋〜デュエット〜 | 山口洋子   | 平尾昌晃 | 矢野立美 | 東芝EMI      | TODT-5321  |
| 2013年 3月20日 | 藤野とし恵 | 02   | 恋の浅草ものがたり       | 池田充男   | 弦哲也   | 前田俊明 | テイチク     | TECA-12423 |
| 2024年 12月4日 | 鳥羽一郎   | 01   | 俺たちの子守唄           | 木村竜蔵   | 木村竜蔵 | 遠山敦   | 日本クラウン | CRCN-8710  |
| 2024年 12月4日 | 鳥羽一郎   | 02   | 演歌兄弟                 | 原譲二     | 原譲二   | 南郷達也 | 日本クラウン | CRCN-8710  |

### アルバム
- LP

| 発売日 | タイトル               | レーベル | 規格品番 |
| ------ | ---------------------- | -------- | -------- |
| 1981年 | 函館本線               | 東芝EMI  | TP-90050 |
| 1981年 | 演歌ひとり旅           | 東芝EMI  | TP-90093 |
| 1982年 | 放浪ごころ             | 東芝EMI  | TP-90165 |
| 1982年 | 酒ごころ               | 東芝EMI  | TP-17385 |
| 1983年 | 演歌旅情               | 東芝EMI  | TP-90238 |
| 1985年 | 流氷子守歌             | 東芝EMI  | TP-90315 |
| 1985年 | 北紀行〜流氷への独り旅 | 東芝EMI  | TP-90376 |
| 1986年 | ときめきワルツ         | 東芝EMI  | TP-90399 |

- CD

| 発売日        | タイトル                               | レーベル     | 規格品番   |
| ------------- | -------------------------------------- | ------------ | ---------- |
| 1988年8月5日  | こころ花                               | 東芝EMI      | CT32-5257  |
| 1989年8月2日  | 北斗星                                 | 東芝EMI      | CT32-5524  |
| 1990年4月25日 | しぐれ川                               | 東芝EMI      | TOCT-5666  |
| 1992年6月24日 | 夜桜                                   | 東芝EMI      | TOCT-6525  |
| 1994年6月22日 | 途中下車                               | 東芝EMI      | TOCT-8437  |
| 1995年5月24日 | 面影本線                               | 東芝EMI      | TOCT-8885  |
| 1996年6月26日 | 酒は男の子守歌                         | 東芝EMI      | TOCT-9462  |
| 1997年7月16日 | 酒場のろくでなし〜酒模様14〜           | 東芝EMI      | TOCT-9898  |
| 1998年8月7日  | アメリカ橋〜男のららばい〜             | 東芝EMI      | TOCT-10373 |
| 1999年7月28日 | こころ演歌                             | 東芝EMI      | TOCT-24165 |
| 2007年12月5日 | ニューヨーク物語り〜山川豊ダンスベスト | サクラスター | TOCT-22289 |

#### ライブ・アルバム
| 発売日        | タイトル                             | レーベル | 規格品番  |
| ------------- | ------------------------------------ | -------- | --------- |
| 1991年2月20日 | 山川豊リサイタル ありがとう、そして… | 東芝EMI  | TOCT-6026 |

#### カバー・アルバム
| 発売日         | タイトル           | レーベル | 規格品番   |
| -------------- | ------------------ | -------- | ---------- |
| 2002年11月16日 | ヒットカバー名曲集 | 東芝EMI  | TOCT-24886 |

#### ベスト・アルバム
| 発売日         | タイトル                              | レーベル     | 規格品番       |
| -------------- | ------------------------------------- | ------------ | -------------- |
| 1986年9月20日  | 全曲集                                | 東芝EMI      | CA32-1298      |
| 1987年10月5日  | ニュー・ベストナウ                    | 東芝EMI      | CT32-9005      |
| 1988年12月4日  | ベスト・コレクション                  | 東芝EMI      | CT32-5358      |
| 1989年11月1日  | ベストナウ                            | 東芝EMI      | TOCT-9057      |
| 1990年10月24日 | 全曲集                                | 東芝EMI      | TOCT-5865      |
| 1991年10月23日 | 全曲集                                | 東芝EMI      | TOCT-6314      |
| 1992年10月22日 | 全曲集                                | 東芝EMI      | TOCT-6789      |
| 1993年10月27日 | ベストアルバム                        | 東芝EMI      | TOCT-8215      |
| 1994年10月26日 | ニューベストナウ                      | 東芝EMI      | TOCT-8574      |
| 1995年10月25日 | 全曲集                                | 東芝EMI      | TOCT-9159      |
| 1996年10月23日 | 全曲集                                | 東芝EMI      | TOCT-9665      |
| 1997年10月22日 | 全曲集                                | 東芝EMI      | TOCT-9967      |
| 1998年10月21日 | 全曲集                                | 東芝EMI      | TOCT-10472     |
| 1999年10月20日 | 全曲集                                | 東芝EMI      | TOCT-24219     |
| 2000年4月12日  | シングルコレクション                  | 東芝EMI      | TOCT-24333     |
| 2000年10月12日 | 全曲集2001                            | 東芝EMI      | TOCT-24440     |
| 2001年10月6日  | 全曲集2002                            | 東芝EMI      | TOCT-24667     |
| 2002年1月30日  | わかれ雪〜ミニベストアルバム          | 東芝EMI      | TOCT-24723     |
| 2002年10月9日  | 全曲集2003                            | 東芝EMI      | TOCT-24859     |
| 2003年9月10日  | 全曲集2004                            | 東芝EMI      | TOCT-25140     |
| 2004年9月29日  | 全曲集                                | 東芝EMI      | TOCT-25473     |
| 2005年9月7日   | 全曲集 カラオケ付限定盤               | 東芝EMI      | TOCT-25745〜46 |
| 2005年9月28日  | 全曲集                                | 東芝EMI      | TOCT-25758     |
| 2006年9月27日  | 全曲集2007                            | 東芝EMI      | TOCT-26087     |
| 2007年9月26日  | 全曲集2008                            | サクラスター | TOCT-26353     |
| 2008年9月26日  | 全曲集                                | サクラスター | TOCT-26662     |
| 2010年2月10日  | プレミアムベスト                      | サクラスター | TOCT-26939     |
| 2011年1月1日   | 30周年記念ベストアルバム              | サクラスター | TOCT-27030〜31 |
| 2013年2月6日   | 全曲集－忍ぶほど雨の行方に射す光－    | サクラスター | TOCT-29111     |
| 2015年7月1日   | 螢子－山川豊全曲集2015－              | ユニバーサル | UPCY-7031      |
| 2016年7月20日  | 35周年記念ベストアルバム              | ユニバーサル | UPCY-7151〜52  |
| 2018年10月10日 | 全曲集 今日という日に感謝して         | ユニバーサル | UPCY-7540      |
| 2021年5月12日  | デビュー40周年記念 コンプリートベスト | ユニバーサル | UPCY-7718〜20  |
| 2024年4月17日  | ゴールデン☆ベスト                     | ユニバーサル | UPCY-7955      |

### 映像作品

#### ライブ
| 発売日        | タイトル                                         | レーベル     | 規格 | 規格品番  |
| ------------- | ------------------------------------------------ | ------------ | ---- | --------- |
| 2017年3月29日 | デビュー35周年記念コンサート 心より感謝を込めて… | ユニバーサル | DVD  | UPBY-5056 |

#### ミュージック・ビデオ
| 発売日         | タイトル          | レーベル | 規格 | 規格品番  |
| -------------- | ----------------- | -------- | ---- | --------- |
| 2005年12月21日 | DVDベストアルバム | 東芝EMI  | DVD  | TOBF-5439 |

### タイアップ曲
| 年     | 楽曲                     | タイアップ                             |
| ------ | ------------------------ | -------------------------------------- |
| 1998年 | アメリカ橋               | TBS系ドラマ「いのちの現場から5」主題歌 |
| 1999年 | アメリカ橋〜デュエット〜 | TBS系ドラマ「いのちの現場から6」主題歌 |
| 2001年 | 泣かないで               | TBS系ドラマ「いのちの現場から7」主題歌 |
| 2008年 | ニューヨーク物語り       | TBS系ドラマ「京都へおこしやす!」主題歌 |

## 主なテレビ出演

### NHK紅白歌合戦出場歴
| 年度/放送回             | 回 | 曲目               | 出演順 | 対戦相手           | 備考                                  |
| ----------------------- | -- | ------------------ | ------ | ------------------ | ------------------------------------- |
| 1986年(昭和61年)/第37回 | 1  | ときめきワルツ     | 07/20  | テレサ・テン       | 紅白初出場                            |
| 1992年(平成4年)/第43回  | 2  | 夜桜               | 03/28  | 香西かおり         | 6年ぶりに復帰                         |
| 1993年(平成5年)/第44回  | 3  | 流氷子守歌         | 03/26  | 香西かおり (2)     |                                       |
| 1994年(平成6年)/第45回  | 4  | 途中下車           | 16/25  | 香西かおり (3)     |                                       |
| 1997年(平成9年)/第48回  | 5  | 酒場のろくでなし   | 05/25  | Every Little Thing | 3年ぶりに復帰                         |
| 1998年(平成10年)/第49回 | 6  | アメリカ橋         | 05/25  | 西田ひかる         |                                       |
| 1999年(平成11年)/第50回 | 7  | アメリカ橋 (2回目) | 07/25  | 香西かおり (4)     |                                       |
| 2000年(平成12年)/第51回 | 8  | 逢えてよかった     | 04/25  | 中村美律子         |                                       |
| 2001年(平成13年)/第52回 | 9  | 泣かないで         | 03/27  | 原田悠里           |                                       |
| 2003年(平成15年)/第54回 | 10 | 函館本線           | 05/27  | 水森かおり         | 2年ぶりに復帰                         |
| 2005年(平成17年)/第56回 | 11 | 海の匂いのお母さん | 11/29  | 平原綾香           | 2年ぶりに復帰・鳥羽一郎とのデュエット |

### ドラマ
- マジカル頭脳パワー!! / マジカルミステリー劇場 「カムバックに賭けた男」（1991年、日本テレビ） - 工藤豊
- 京都へおこしやす!（毎日放送）

### 紀行番組
- 童謡の魅力に出会う旅〜山川・氷川・水森・田川・岩佐・はやぶさが行く（BSジャパン、2014年2月8日）

## 受賞歴
1981年
- 日本有線大賞 新人賞
- 全日本有線放送大賞 新人賞
- FNS音楽祭 新人賞
- 第12回日本歌謡大賞 優秀放送音楽新人賞
- 第23回日本レコード大賞 新人賞
- 日本テレビ音楽祭 優秀新人賞
- KBC新人歌謡音楽祭 シルバー賞
- ABC1981年歌謡新人グランプリ 審査員奨励賞
- 銀座音楽祭 専門審査員奨励賞
- 新宿音楽祭 金賞
- 横浜音楽祭 新人奨励賞
- 全日本歌謡音楽祭 銀賞

1987年
- 古賀政男記念音楽大賞
- 日本有線大賞協会選奨
- 日本歌謡大賞放送音楽賞

1990年
- 日本演歌大賞 演歌スター賞
- メガロポリス歌謡祭 男性部門入賞
- 全日本歌謡音楽祭 入賞
- 横浜音楽祭 演歌賞
- 日本歌謡大賞放送 音プロデューサー連盟賞

1991年
- 藤田まさと賞
- メガロポリス歌謡祭 男性部門入賞
- 横浜音楽祭 音楽祭賞
- 日本歌謡大賞放送 音楽賞

1998年
- 日本作詩大賞 大賞

2007年
- 日本作詩大賞 優秀作品賞

## 芸名について
「山川豊」という芸名は、元々橋幸夫の敏腕マネージャーとして知られた人物の名前で、その名前を受け継いたものである。
マネージャー・山川豊は元祖御三家時代の橋を支えた人物で、業界の名物男として名をはせ数知れない伝説を作った者であった。その山川が飲みに行った先で足を滑らせ階段から転落して頭を打って亡くなってしまい、彼と一緒に仕事をしてきた業界の重鎮の方たちが「新人をやるにあたっては、ぜひ彼の名前を付けて、残してあげたい」として当時20代だった木村春次に申し入れ、木村が「山川豊」の芸名でデビューすることになった。

## テレビ出演時のエピソード
- 『クイズ!ヘキサゴンII』では、珍解答を連発している。また、稀に問題を聞き逃すこともあり「何？」「もういっぺん問題読んで」と言う。ファミリーメンバーとして有名な香田晋と共に出演した際の紹介では「毎回、ハジけてくれます」という言われぶりであった。
- 『クイズ$ミリオネア』（2006年12月7日放送）でも、つまらない昔話でお茶を濁した挙句、早々とライフラインを使用後、10問目の日本史問題、大坂夏の陣で、豊臣氏を滅ぼした武将を、徳川家康を選択しないで上杉謙信を選んで終了する「不勉強」ぶりを披露して撃沈した。
- 『ネプリーグ』（2012年9月10日放送）でも、不正解を連発しまわりの人達（特に水森かおり）から突っ込まれていた。

## 備考
- 1981年、実兄の鳥羽一郎は日本歌謡大賞・新人賞候補に山川がノミネートされているのをテレビで見てたまらず、会場の日本武道館に直行。警備員の制止を振り切り（鳥羽はデビュー前だった）、優秀放送音楽新人賞を受賞した山川を、鳥羽と共に男泣きしながら抱擁する一幕があった。
- 野球にも造詣が深く、大の読売ジャイアンツファン。『ラジオ日本ジャイアンツナイター』には2度ゲスト出演（2007年8月22日、対中日戦[注釈 4]と、2010年9月21日、対横浜戦[注釈 5]）を果たしている。
- フジテレビのドラマ『アタシんちの男子』で玄関を開けるシーンにおいてこの名前がキーワードになっているが、元ネタは『世にも奇妙な物語』第317話「ダジャレ禁止令」(1998年)で酒場の扉を開く合言葉に使われたものである。
- 川嶋あいとの交流は兄：鳥羽一郎ほどはないものの、2010年、ラジオ番組『川嶋あい On The Street』の放送300回を鳥羽一郎とともに祝うメッセージがこの番組の中で流された。
- 矢沢永吉のファン[5]。
- ワタナベボクシングジム所属でJBC（日本ボクシングコミッション）のC級プロボクサーライセンス及びプロボクシングトレーナー保持者。現在もトレーナーとして指導に当たっており、山崎静代も山川から手ほどきを受けたことがある[6]。ただし、JBCを初めとするボクシング団体管轄の試合でプロボクサーとしてリングに上がった経験はない。
- ガス溶接技能者
- 社交ダンスアマチュアメダルテスト・シルバー級